# Croix du Genevrey
La croix du Genevrey, ou croix du cimetière de Genevrey, est une croix catholique en pierre située dans le hameau du Genevrey (ou Genevray) à Vif, dans le département français de l'Isère.

## Localisation
La croix se situe dans le département de l'Isère, en région Auvergne-Rhône-Alpes, sur la commune de Vif. Elle prend place sur le terrain de l'ancien cimetière du hameau du Genevrey, juste devant le porche d'entrée de l'église Sainte-Marie du Genevrey. Elle est visible depuis la rue de l'Église.

## Historique
Classé Monument Historique depuis le 11 février 1911, elle a été érigée au XVe siècle et demeure la seule véritable trace de l'ancien cimetière du village qui, jusqu'au XIXe siècle, entourait encore l'église.
L'autre unique trace de cet ancien cimetière réside dans une vieille pierre tombale d'époque médiévale encastrée contre le mur extérieur sud du porche d'entrée.

## Description

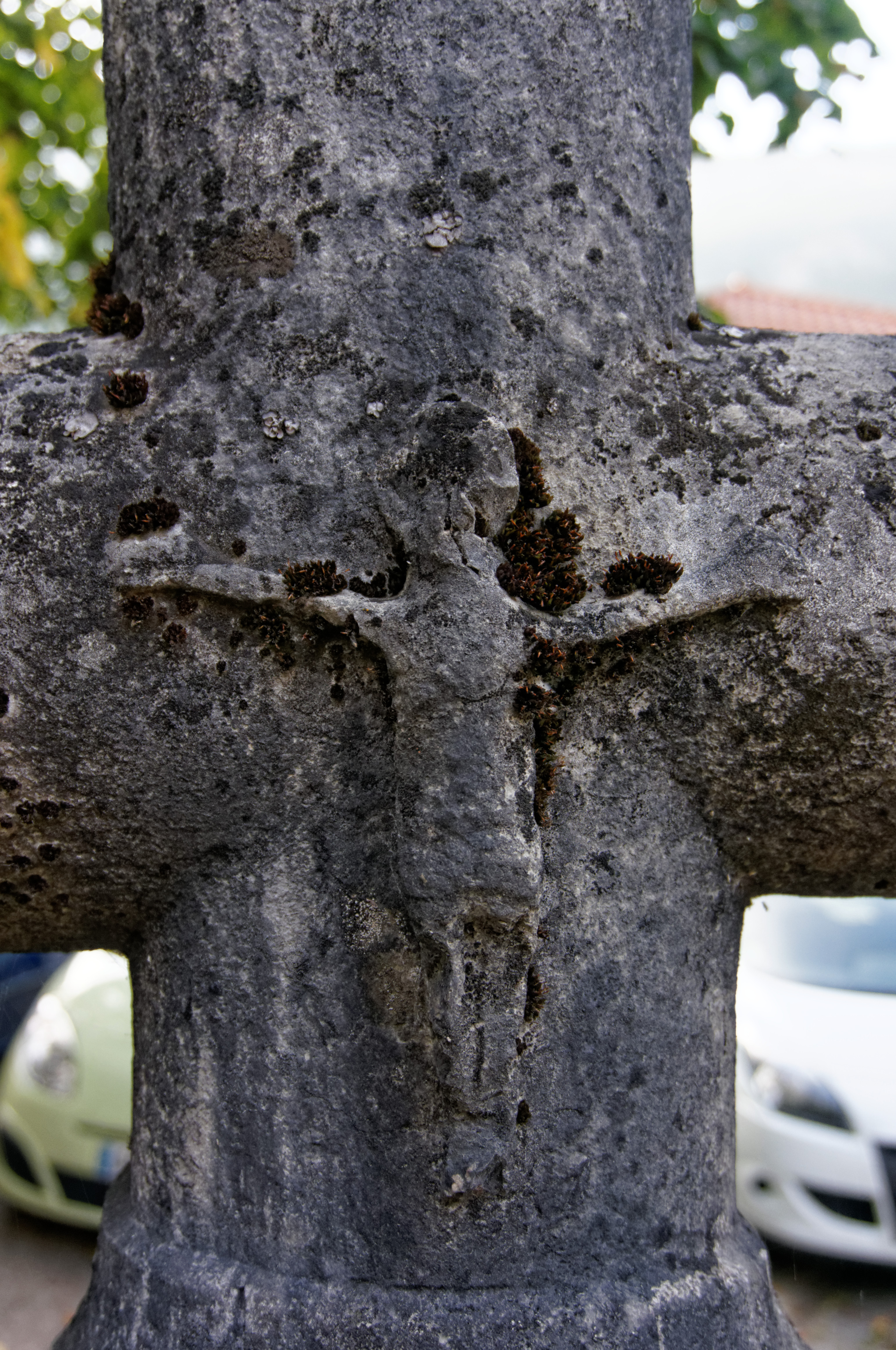
Détail de l'arrière de la croix.
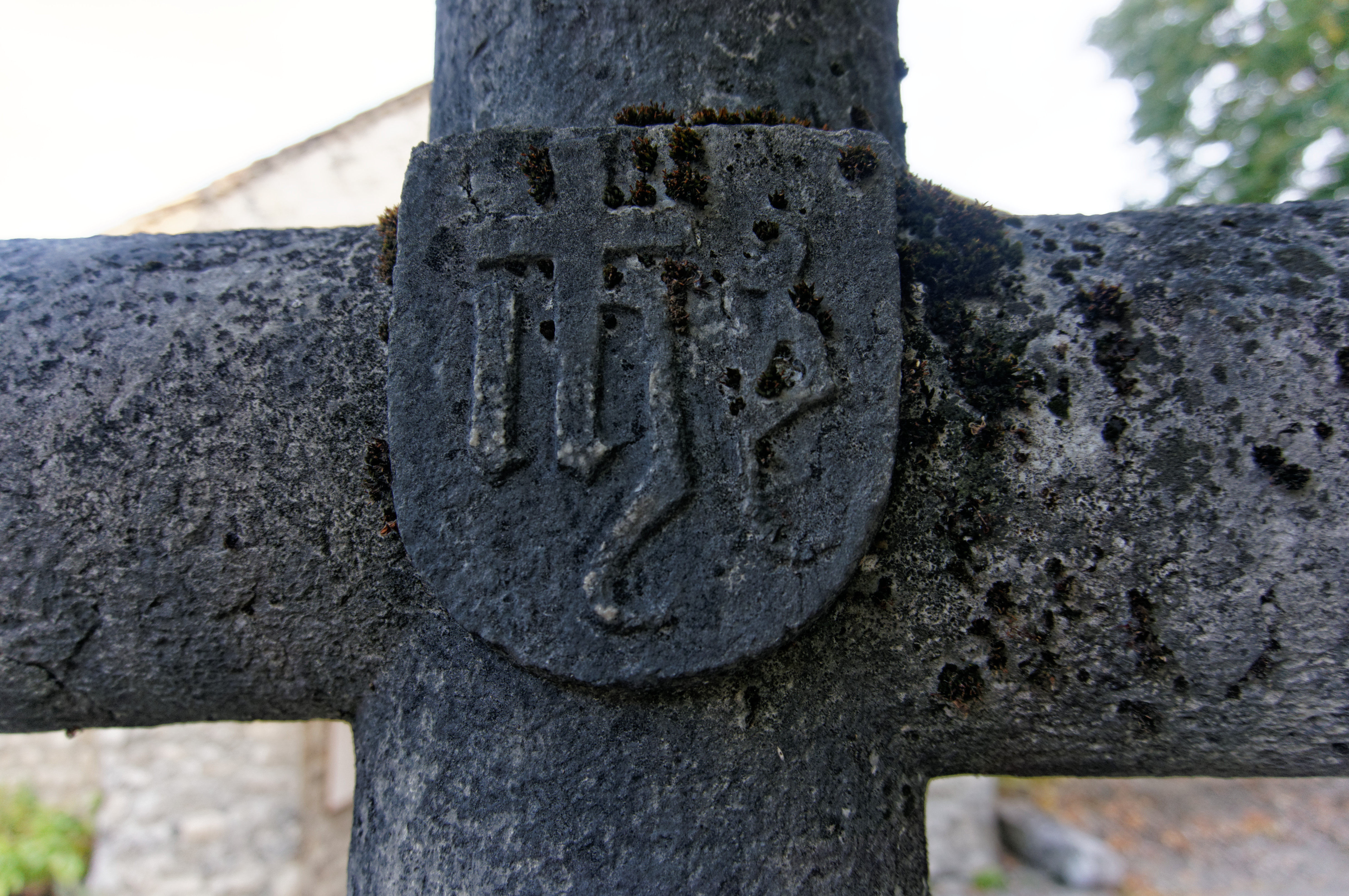
Détail de l'avant de la croix.
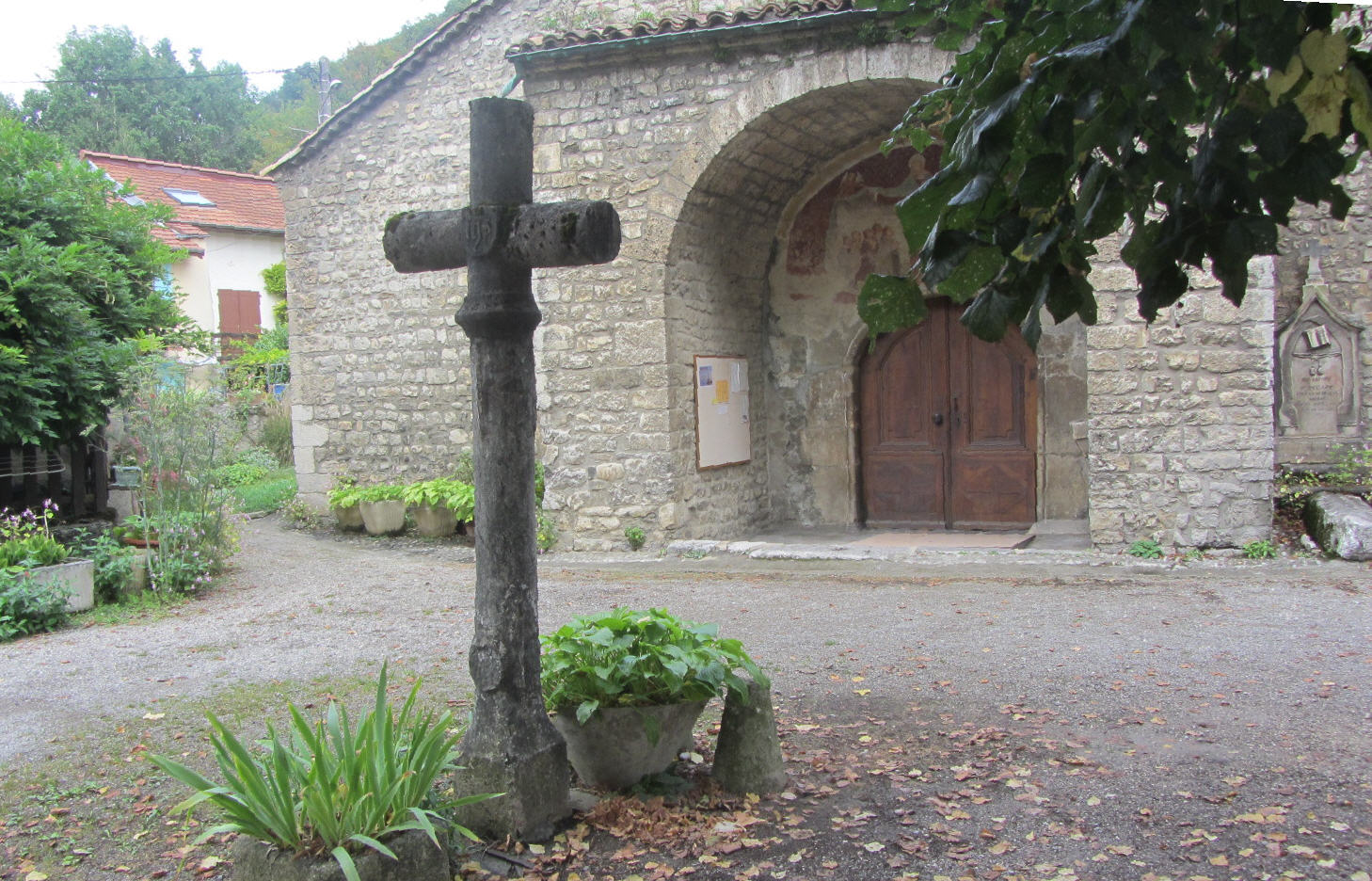
La croix et le porche d'entrée de l'église.